# فولاد ضدزنگ اس‌آای ۳۰۴

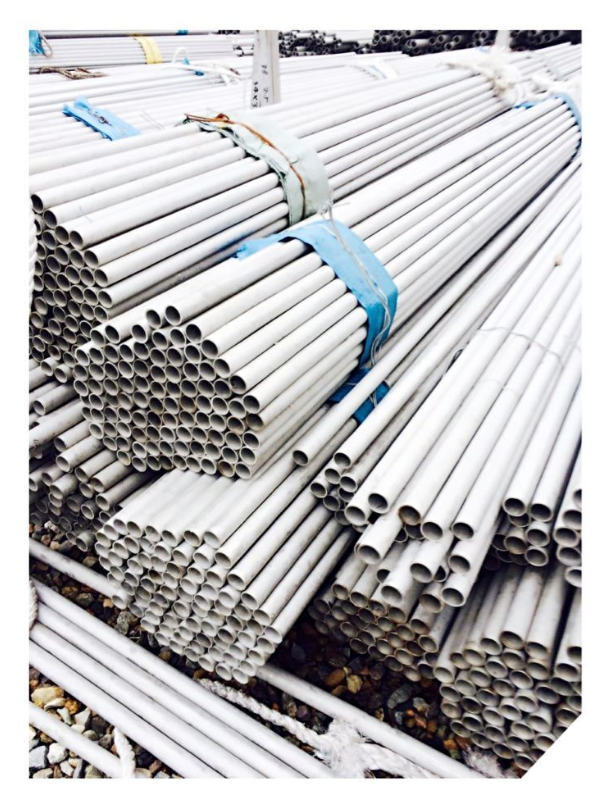
لوله‌های از جنس فولاد ضدزنگ.

فولاد ضدزنگ SAE 304 (S.S 304)متداول‌ترین فولاد ضدزنگ می‌باشد. این نوع فولاد از دو عنصر اصلی غیرآهنی کروم (بین ۱۸٪ تا۲۰٪) و نیکل (بین ۸٪ تا 11٪) تشکیل شده‌است و یک فولاد ضدزنگ آستنیتی می‌باشد. نسبت به فولاد کربنی هدایت الکتریکی و حرارتی کمتری دارد. دارای خاصیت مغناطیسی است اما خاصیت مغناطیسی آن کمتر از فولاد است. مقاومت به خوردگی بالاتری نسبت به فولاد معمولی دارد و به دلیل قابلیت تبدیل آن به شکل‌های مختلف به‌طور گسترده‌ای استفاده می‌شود.
این ترکیب در سال ۱۹۲۴ توسط W. H. Hatfield در Firth-Vickers ایجاد شد و با نام تجاری "Staybrite 18/8 " روانة بازار شد.
این ترکیب توسط SAE International به عنوان بخشی از گریدهای فولاد SAE آن مشخص شده‌است. خارج از ایالات متحده، مطابق ایزو ۳۵۰۶ اتصال دهنده‌ها، معمولاً به عنوان فولاد ضدزنگ A2 شناخته می‌شود، در صنعت تجاری ظروف آشپزی به عنوان فولاد ضدزنگ ۸/۱۸ شناخته می‌شود. در سیستم واحد نامگذاری UNS S30400 است. درجه معادل ژاپنی این ماده SUS304 است. همچنین در استاندارد اروپا ۱٫۴۳۰۱ مشخص شده‌است.

## ترکیب شیمیایی
| ترکیب شیمیایی فولاد ضدزنگ 304, % |              |      |       |       |       |       |           |          |
| استاندارد                        | AISI (UNS)   | C, ≤ | Si, ≤ | Mn, ≤ | P, ≤  | S, ≤  | Cr        | Ni       |
| ASTM A276/A276M                  | 304 (S30400) | ۰٫۰۸ | ۱٫۰۰  | ۲٫۰۰  | ۰٫۰۴۵ | ۰٫۰۳۰ | ۱۸٫۰–۲۰٫۰ | ۸٫۰–۱۱٫۰ |

## مقاومت به خوردگی
فولاد ضدزنگ ۳۰۴ مقاومت عالی در برابر طیف وسیعی از محیط‌های آب و هوایی و بسیاری از محیط‌های خورنده دارد. در معرض ایجاد خوردگی حفره‌ای در محیط‌های کلریدی گرم و شکستگی ناشی از خوردگی در دمای بالای ۶۰ درجه سانتی‌گراد است. به نظر می‌رسد در دمای محیط نسبت به خوردگی حفره‌ای در آبی با حداکثر 400 mg/l کلرید مقاوم است و در دمای ۶۰ درجة سانتی‌گراد این مقاومت به حدود 180 mg/l کاهش می‌یابد.
فولاد ضدزنگ ۳۰۴ در دمای اتاق نسبت به آنیون‌های تیوسولفات آزاد شده از اکسیداسیون پیریت بسیار حساس است (همان‌طور که در زهاب اسیدی معادن با آن مواجه می‌شود) و زمانی که در تماس نزدیک با مواد رسی غنی از پیریت- یا سولفید- قرار می‌گیرد، می‌تواند خوردگی‌های شدید حفره‌ای را تحمل کند.
در خوردگی‌های شدیدتر که فولاد ضدزنگ ۳۰۴ در مقابل خوردگی حفره‌ای توسط کلریدها یا خوردگی کلی در کاربردهای اسیدی بسیار حساس است، معمولاً با فولاد ضدزنگ ۳۱۶ جایگزین می‌شود.

## کاربردها

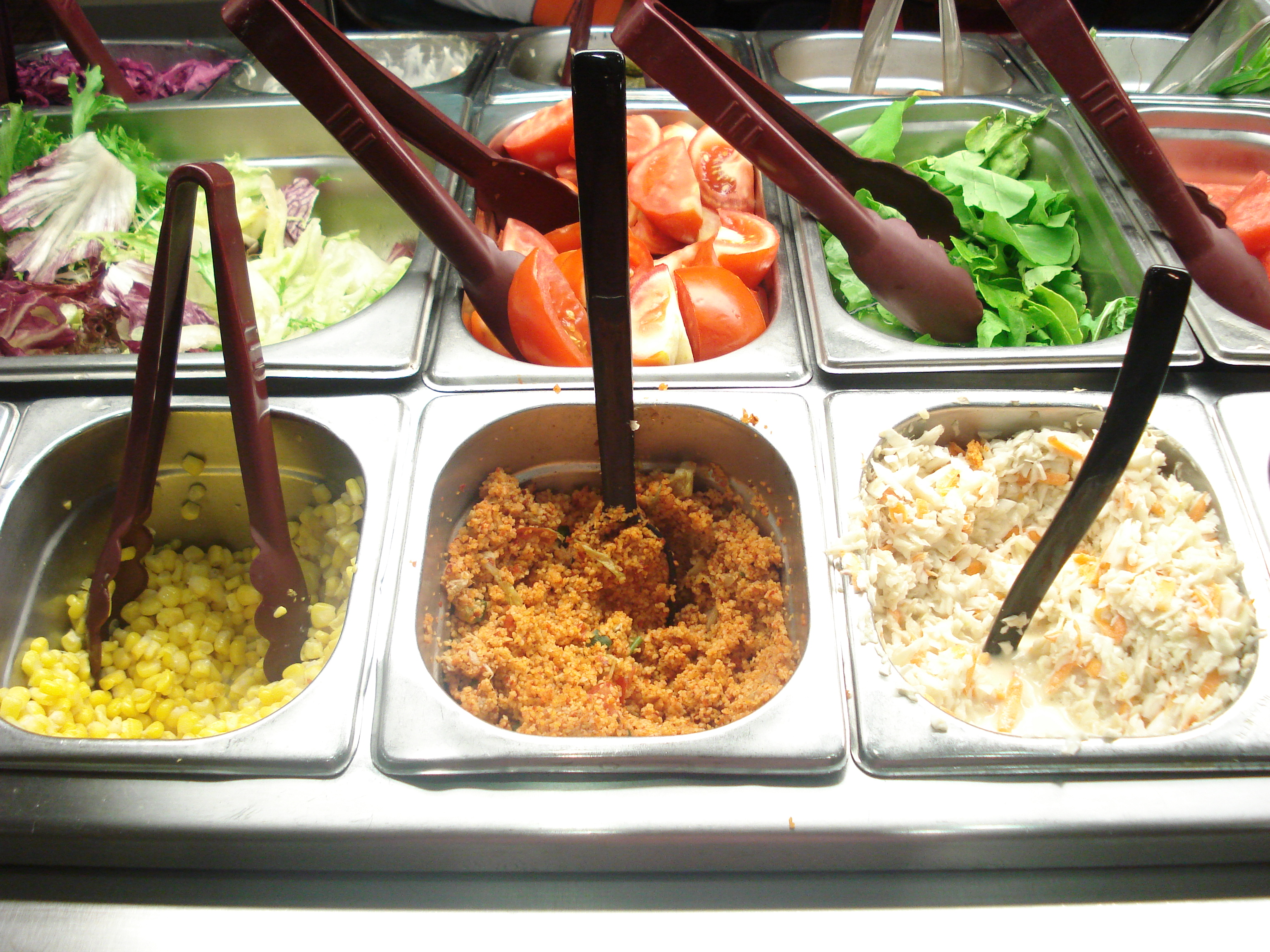
ظروف سالاد گسترونورم.

فولاد ضدزنگ ۳۰۴ در گستره‌ای از برنامه‌های خانه‌داری و صنعتی مانند ابزارهای حمل و نقل و پردازش مواد غذایی، پیچ‌ها، قطعات ماشین‌آلات، لوازم آشپزخانه و هِدِر ماشین مورد استفاده قرار می‌گیرد. همچنین در معماری برای نماهای خارجی مانند قسمت‌های آب و آتش مورد استفاده قرار می‌گیرد. و نیز یک ماده سیمی رایج برای بخارسازهاست.
اسپیس اکس استارشیپ‌های اولیه از فولاد ضدزنگ SAE301 در ساختار خود استفاده کردند، قبل از اینکه برای مخزن آزمایشی SN7 و Starship SN8 به SAE 304L در سال ۲۰۲۰ انتقال پیدا کنند.

## محتوای کربن
همگی ۳۰۴، 304H و 304L محتوای اسمی کروم و نیکل  یکسانی دارند و بنابراین مقاومت در برابر خوردگی، سهولت ساخت و جوش‌خوردگی مشابهی دارند.
محتوای کربن 304H (UNS S30409) تا %۰٫۱۰–۰٫۰۴ درصد محدود می‌شود، که موجب استحکام آن در مقابل دمای بالا می‌شود.
محتوای کربن 304L (UNS30403) تا حداکثر ۰٫۰۳ درصد محدود می‌شود که از ایجاد حساسیت طی جوش‌کاری جلوگیری می‌کند. فرایند حساس سازی، تشکیل کاربید کروم در طول مرزهای دانه، زمانی که فولاد ضدزنگ در معرض دمای تقریبی ۱۵۰۰–۹۰۰ درجة فارنهایت (۸۲۰–۴۸۰ درجة سانتی‌گراد) قرار می‌گیرد، می‌باشد. تشکیل بعدی کاربید کروم در امتداد مرزهای دانه، منجر به کاهش مقاومت در مقابل خوردگی می‌شود و فولاد ضدزنگ را در محیطی که انتظار می‌رود ۳۰۴ در برابر خوردگی مقاوم باشد، مستعد خوردگی غیرمنتظره می‌کند. حملة خوردگی به مرزهای دانه با عنوان خوردگی مرز دانه‌ای شناخته می‌شود.
محتوای کربن 304 (UNS 30400) تا حداکثر ۰٫۰۸ درصد محدود شده‌است؛ بنابراین ۳۰۴ در مواردی مانند مخازن و لوله‌ها که محلول‌های خورنده وجود دارد و جوش‌کاری مورد نیاز است کاربردی نیست و 304L ترجیح داده می‌شود. کمبود حداقل محتوای کربن آن در کاربردهایی با دمای بالا که استحکام مناسب مورد نیاز است ایده‌آل نیست، بنابراین 304H ترجیح داده می‌شود؛ بنابراین ۳۰۴ معمولاً به میله‌هایی که اجزای آن به جوش‌کاری نیاز ندارند یا ورق‌های نازکی مانند سینک یا وسایل آشپزخانه که جوش‌کاری نشده‌اند، محدود می‌شود.
محتوای کربن تأثیر زیادی بر قدرت دمای اتاق دارد و بنابراین حداقل مشخصات کششی برای 304L، ۵ کیلو پوند بر اینچ مربع (۳۴ مگاپاسکال) کمتر از ۳۰۴ است. هرچند نیتروژن هم تأثیر زیادی بر قدرت دمای اتاق دارد و افزودن کمی نیتروژن، 304L با قدرت کششی مشابه ۳۰۴ را تولید می‌کند؛ بنابراین عملاً همة 304L با عنوان دوگانة 304/304L تولید می‌شود، به این معنی که حداقل محتوای کربن 304L و حداقل قدرت کششی ۳۰۴ را تضمین می‌کند.